# 신금호역
신금호역(新金湖驛, Singeumho station)은 서울특별시 성동구 금호동2가에 위치한 수도권 전철 5호선의 전철역이다. 지형상 깊이가 지하 8층(약 42.12m)으로 부산 도시철도 3호선 만덕역에 이어 배산역과 같이 심도가 깊은 역이다. 인근에 있는 수도권 전철 3호선 금호역과 구분하기 위하여 신금호역으로 역명이 확정되었는데, 개통 전에는 금호동에 있는 공원명을 따 금호호수공원역으로 지정되어 있었다.

## 역사
- 1996년 12월 30일 : 서울 지하철 5호선 여의도역 ~ 왕십리역 구간 연장 개통과 함께 영업 개시

## 역 구조
개통 당시에는 수도권 전철 3호선과 4호선의 환승역인 충무로역과 같은 5호선 영등포시장역, 마천역, 7호선 가산디지털단지역처럼  승강장에 동굴형 인공 암석 인테리어가 되어 있었으나, 해당 재질이 화재의 원인이 맞다는 이유로 2010년에 리모델링을 통하여 모두 철거되었다.
1면 2선의 곡선 섬식 승강장을 갖춘 지하역이며, 승강장에 스크린도어가 설치되어 있다. 출구는 4개가 있다. 이 역은 곡선 궤도 구간으로 승강장과 전동차 사이의 틈새가 넓기 때문에, 승·하차시 발이 빠지지 않도록 주의하여야 한다.

### 승강장
| 청구 ↑   |
| 하 상 \| |
| ↓ 행당   |

| 상행 | ● 수도권 전철 5호선 | 청구 · 광화문 · 여의도 · 방화 방면     |
| 하행 | ● 수도권 전철 5호선 | 왕십리 · 천호 · 하남검단산 · 마천 방면 |

## 역 주변
- 서울금호초등학교
- 금호고등학교
- 서울금북초등학교
- 금호치안센터
- 금호동우체국
- 동산초등학교
- 대경상업고등학교

## 이용객 변동
| 노선  | 노선   | 일평균 인원수 (명/일) | 일평균 인원수 (명/일) | 일평균 인원수 (명/일) | 일평균 인원수 (명/일) | 일평균 인원수 (명/일) | 일평균 인원수 (명/일) | 일평균 인원수 (명/일) | 일평균 인원수 (명/일) | 일평균 인원수 (명/일) | 일평균 인원수 (명/일) | 각주  |
| 노선  | 노선   | 2000년                | 2001년                | 2002년                | 2003년                | 2004년                | 2005년                | 2006년                | 2007년                | 2008년                | 2009년                | 각주  |
| ----- | ------ | --------------------- | --------------------- | --------------------- | --------------------- | --------------------- | --------------------- | --------------------- | --------------------- | --------------------- | --------------------- | ----- |
| 5호선 | 승차   | 7,537                 | 7,919                 | 7,653                 | 7,574                 | 7,695                 | 7,809                 | 7,645                 | 7,435                 | 6,802                 | 5,931                 | [ 1 ] |
| 5호선 | 하차   | 7,357                 | 7,744                 | 7,686                 | 7,800                 | 7,889                 | 8,088                 | 7,863                 | 7,633                 | 7,026                 | 6,159                 | [ 1 ] |
| 5호선 | 승하차 | 14,894                | 15,663                | 15,339                | 15,375                | 15,584                | 15,897                | 15,508                | 15,068                | 13,829                | 12,090                | [ 1 ] |
| 노선  | 노선   | 2010년                | 2011년                | 2012년                | 2013년                | 2014년                | 2015년                | 2016년                | 2017년                |                       |                       | [ 1 ] |
| 5호선 | 승차   | 5,993                 | 5,759                 | 5,614                 | 5,752                 | 5,511                 | 5,428                 | 5,726                 | 5,991                 |                       |                       | [ 1 ] |
| 5호선 | 하차   | 6,136                 | 6,009                 | 5,724                 | 5,796                 | 5,583                 | 5,540                 | 5,763                 | 6,017                 |                       |                       | [ 1 ] |
| 5호선 | 승하차 | 12,129                | 11,767                | 11,338                | 11,548                | 11,094                | 10,968                | 11,489                | 12,008                |                       |                       | [ 1 ] |

## 사진

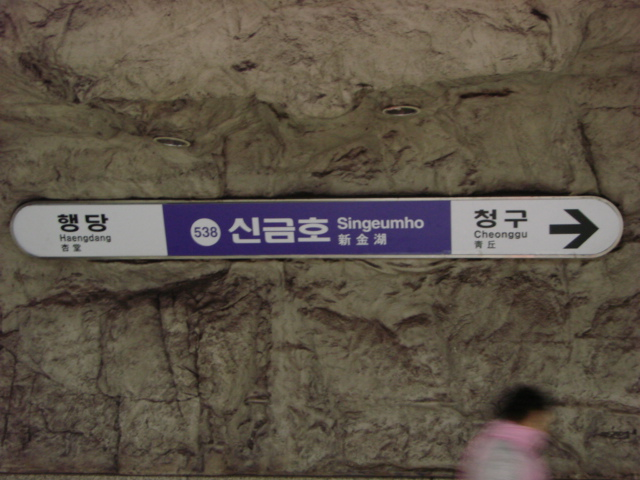
리모델링 이전의 역명판
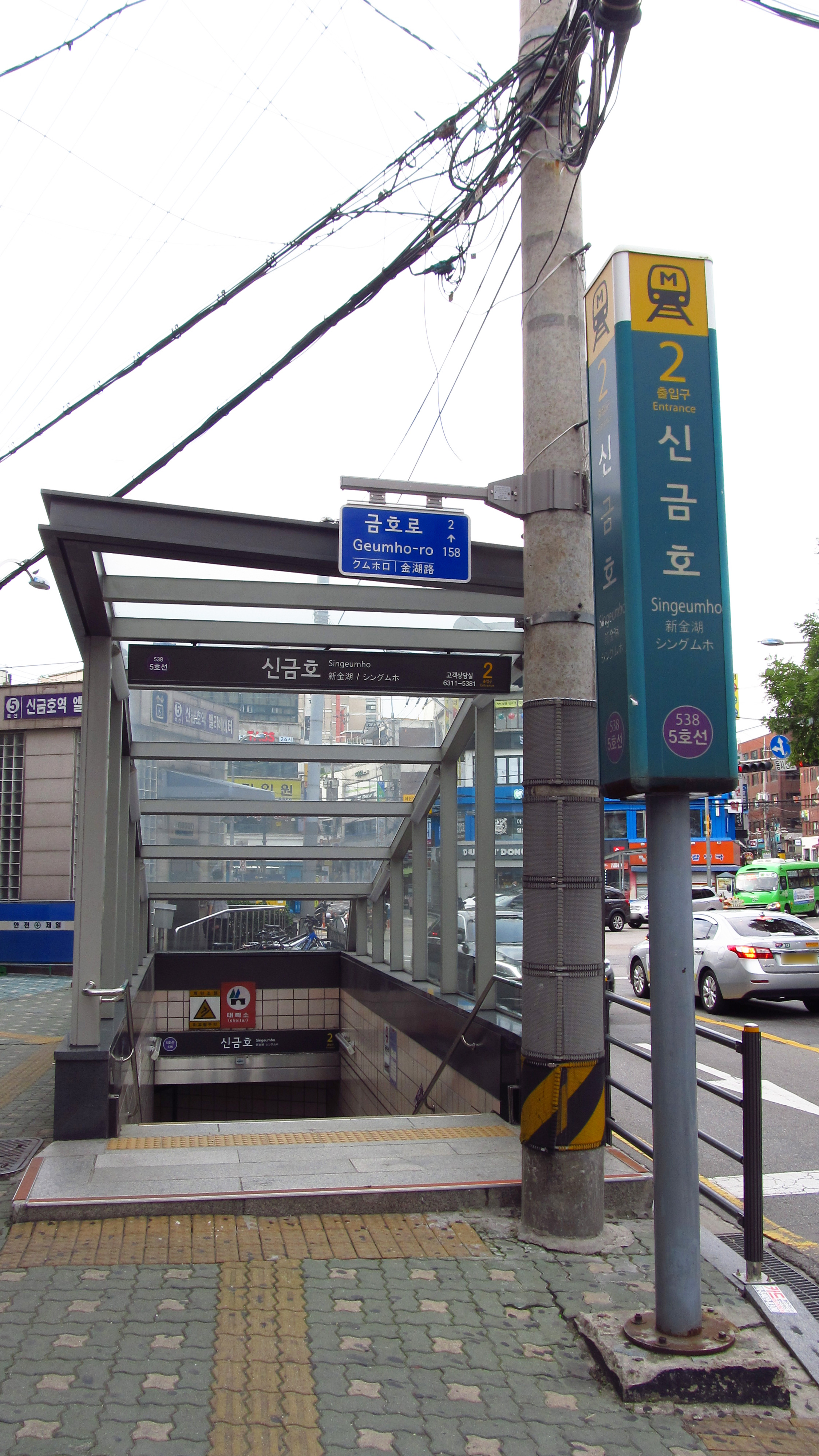
2번 입구 모습(2018년 9월)
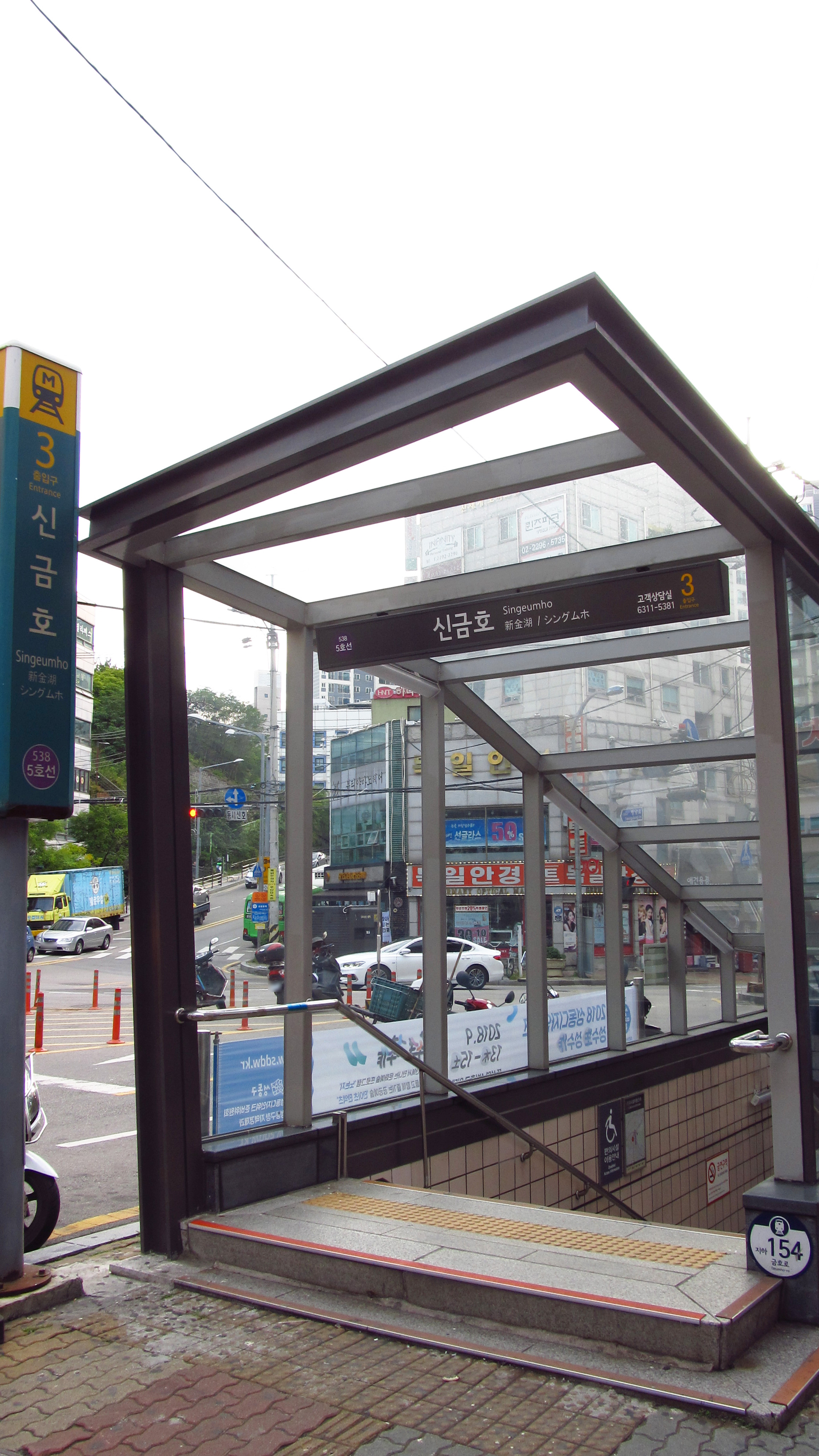
3번 입구 모습(2018년 9월)
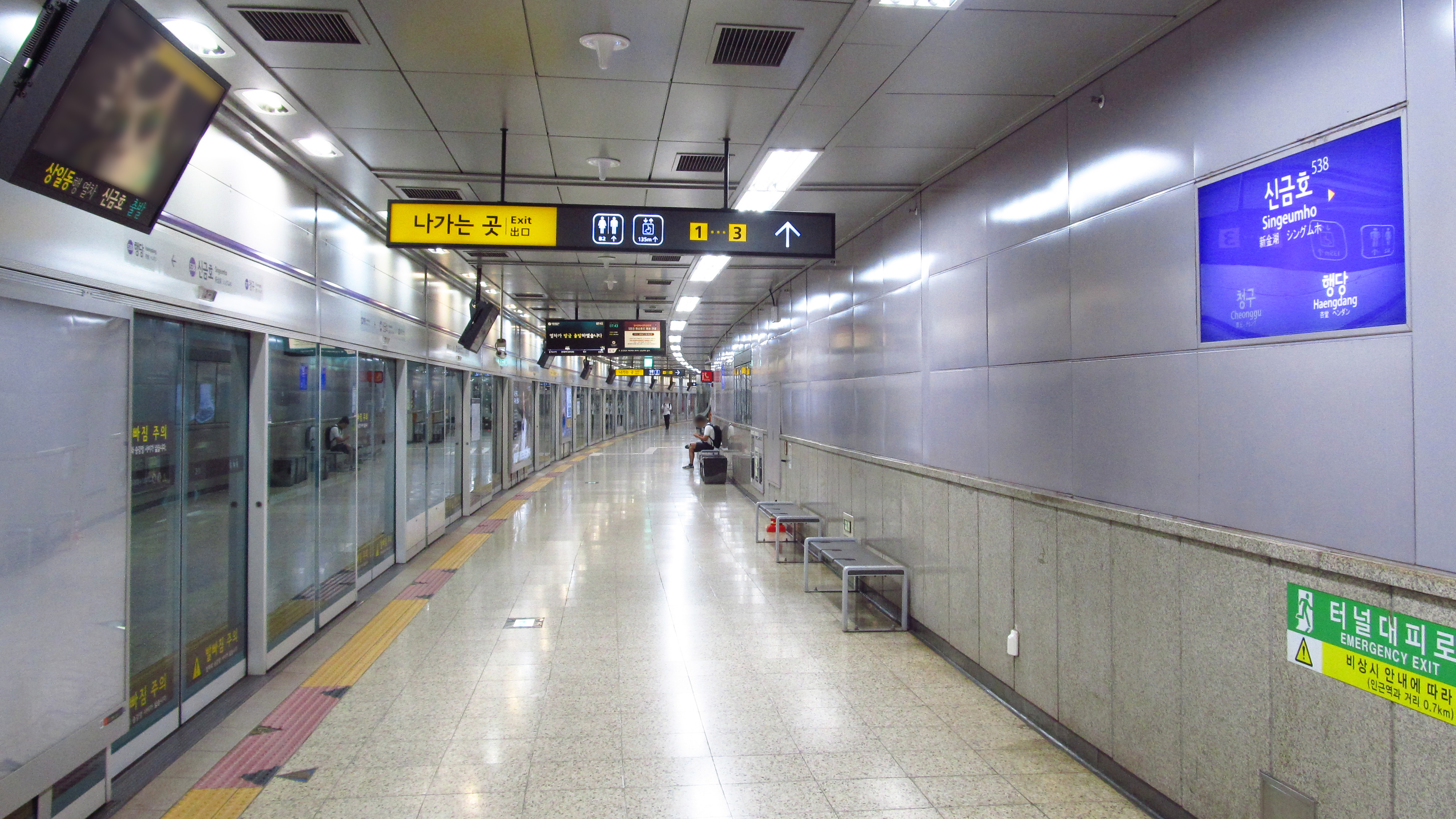
승강장 모습(행당 방면)

## 인접한 역
| 서울 지하철 5호선 본선 | 서울 지하철 5호선 본선 | 서울 지하철 5호선 본선          |
| ---------------------- | ---------------------- | ------------------------------- |
| 537 청구 방화 방면     | ● 수도권 전철 5호선    | 539 행당 하남검단산 · 마천 방면 |